# Daphnella mazatlanica
Daphnella mazatlanica är en snäckart som beskrevs av Henry Augustus Pilsbry och Lowe 1932. Daphnella mazatlanica ingår i släktet Daphnella och familjen kägelsnäckor. Inga underarter finns listade i Catalogue of Life.